# Champion Hill
Das Champion Hill ist ein Fußballstadion im Londoner Stadtteil Southwark, Vereinigtes Königreich.

## Geschichte

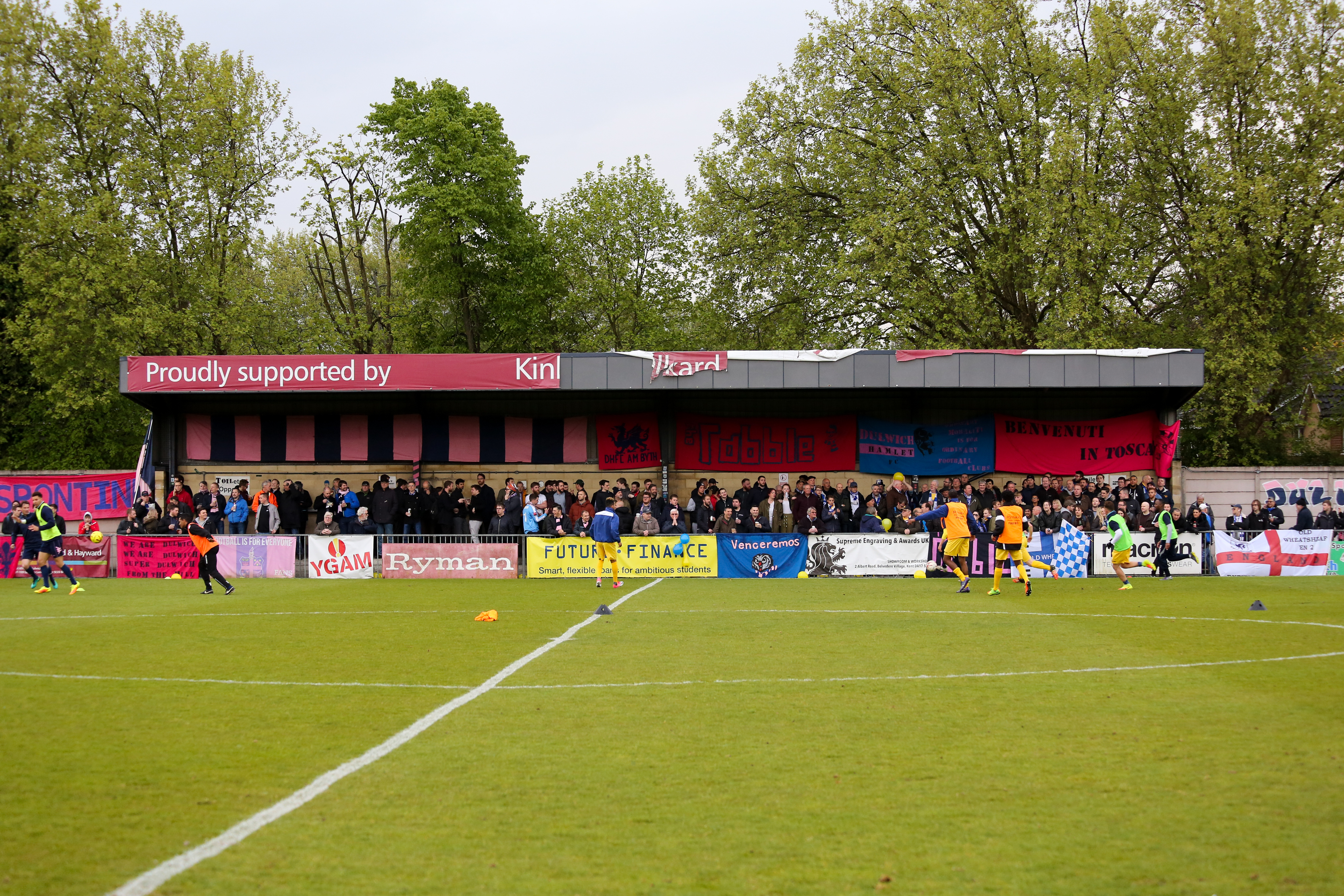
Stehplatztribüne im Süden (April 2017)

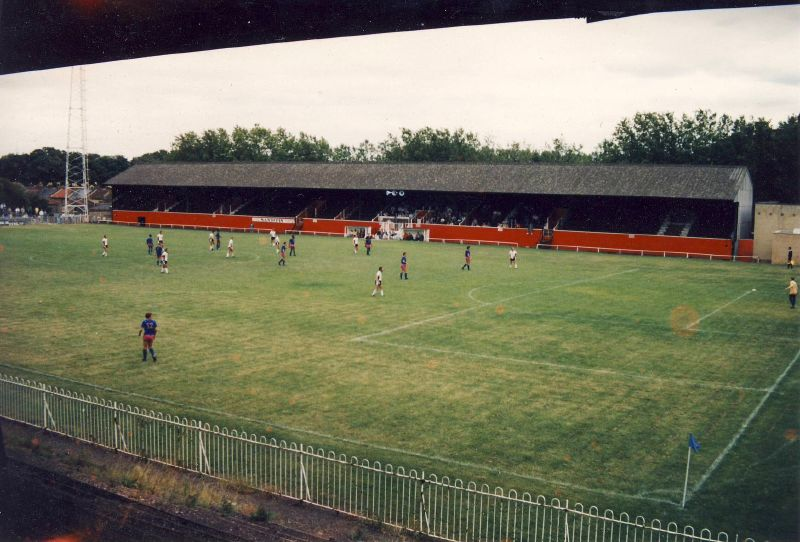
Das Champion Hill im Jahr 1988

Das Champion Hill, die Heimspielstätte des Fußballvereins Dulwich Hamlet, wurde 1912 eröffnet und war früher eines der größten Amateurstadien in England. Teilweise kamen zu den Spielen 20.000 Zuschauer und mehr. Am 2. August wurde im Rahmen der Olympischen Spiele 1948 in London ein Spiel (Mexiko – Südkorea 3:5) des Fußballturniers im Champion Hill ausgetragen. Die Achtelfinal-Begegnung verfolgten 6500 Zuschauer. Als Dulwich Hamlet unter finanziellen Problemen litt, wurde ein Großteil des Vereinsgeländes verkauft und J Sainsbury errichtete einen neuen Supermarkt auf dem ehemaligen Gelände. Neben Dulwich Hamlet war der Champion Hill auch Heimspielstätte vom Corinthian-Casuals FC (1963 bis 1968), sowie vom Fisher Athletic FC und dem Nachfolgeverein Fisher FC, der 2016 einen eigenen Sportplatz bezog.